# Christine Swane
Christine Swane (født Larsen 29. maj 1876 i Kerteminde, død 16. august 1960 i Farum) var en dansk maler. Forældrene var købmand Jeppe Andreas Larsen og Vilhelmine Christine Bless. Hendes bror var maleren Johannes Larsen. I 1910 giftede hun sig med maleren Sigurd Swane. Ægteskabet blev opløst 1920. Sønnen Lars Swane (1913-2002) blev maler.

## Uddannelse og virke
- 1897-98 Teknisk Skole i Fåborg, tegneundervisning hos Fritz Syberg
- 1898-1901 Kunstakademiets Kunstskole for Kvinder
- 1901-1902 Fritz Syberg på hans Kunstskole for Kvinder i København

I foråret 1900 modtog Christine Swane undervisning hos maleren J. F. Willumsen sideløbende med undervisningen på Kunstakademiets Kunstskole for Kvinder, som havde været skuffende, og som hun ikke tog afgang fra. Undervisningen i de tre måneder på Willumsens lille private kunstskole for kvinder viste hende en anden fri, eksperimenterende og mindre akademisk skolet vej til arbejdet frem mod et selvstændigt udtryk.
Christine Swane kunne være blevet eksponent for de såkaldte Fynbomalere, med sin tilknytning til hjemegnens malere, broderen Johannes Larsen og Fritz Syberg m. fl. Hun ville imidlertid mere end det - hun eksperimenterede på forskellig vis i arbejdet med både maleri, unika-keramiske værker og broderede tæpper m.v. I 1920 frekventerede hun Harald Giersings malerskole, og senere, i 1926, udførte hun studier hos pottemager Vinberg i Bregnerød og på Kunstindustrimuseets Håndværkerskole. Fra at have arbejdet i de tidlige malerier, oftest blomsterbilleder i naturalistisk stil, udviklede hun sig videre til et kubistisk formsprog, med blå, grønne og citrongule lysende, næsten akvarelagtige farver. Udviklingen tog form i særlig grad efter mødet med malerne Karl Isakson og Sigurd Swane og udlandsrejserne. I 1937 skænkede Ny Carlsbergfondet Christine Swanes monumentale oliemaleri Udsigt, Tisvilde Hegn til den nyindviede Kvindernes Bygning i København. Billedet er opbygget kubistisk, med store rolige flader, der lader landskabets farve- og formfigurer drage beskueren ind gennem skoven, mod havet. Et andet af hovedværkerne er en vægmosaik, udført til Damsøbadet på Frederiksberg 1949-51.
Christine Swane blev i 1936 medlem af kunstnersammenslutningen Grønningen.

## Rejser og udlandsophold
- 1905, 1912, 1916, 1934-35, 1937 Sverige, særligt Småland
- 1912 Berlin, Dresden (sammen med Sigurd Swane og Harald Giersing)
- 1938 Paris, Bretagne, Midtfrankrig, Holland, Belgien, England
- 1946, 1949-50 Norge
- 1957 San Cataldo, Italien

## Stipendier og udmærkelser
- 1911, 1923-24 Akademiet
- 1923 Glashandler J. F. Ronges Fond
- 1927,1931 Benny Claudi-Petersens Mindelegat
- 1934 Eibeschütz´ Præmie
- 1938 Tagea Brandts Rejselegat
- 1943 Eckersberg Medaillen
- 1944 Zacharias Jacobsens Fond
- 1957 Ophold på San Cataldo, Italien

## Udstillinger
- 1905 Journalistforbundets Udstilling af Arbejder afviste på Charlottenborg (De Afviste) 1907
- 1915-16, 1919, 1936 Charlottenborg Forårsudstilling
- 1908-09, 1912-17,1920,1922-25, 1927-29,1931-34,1941,1950 Kunstnernes Efterårsudstilling

- 1920 Kvindelige Kunstneres Retrospektive Udstilling

- 1930 Kvindelige Kunstneres Samfund
- 1930-36 Rundskueudstillingen, Charlottenborg
- 1937-61 Grønningen
- 1939 Nordisk Konstutställing, Mässhallen, Göteborg
- 1940 Dansk Kunst, Fyens Forum
- 1941 Sommerudstillingen, Statens Museum for Kunst
- 1941 Nordisk Kunst, Aarhushallen, Århus
- 1942 Stockholm
- 1946 Dansk Kunstudstilling, Oslo
- 1947 Dansk Kunst i Dag, Charlottenborg
- 1948 Biennalen Venezia
- 1948 Nordiska Konstnärinnor, Stockholm
- 1955 Ny Carlsbergfondets Jubilæumsudstilling, Charlottenborg
- 1952 Danske Kunstnerslægter, Charlottenborg
- 1955 Arte Nord. Contemporanca, Palazzo delle Espo, Rom
- 1957 Den Fynske Forårsudstilling
- 1960 Å-udstillingen
- 1961 Med Dannebrogen i topp, Liljevalchs Konsthall, Stockholm m. fl.
- 1976 Dansk Kunst 1885-1915, Kunstforeningen København
- 1983 Hav og fjord, Konservesgården, Fåborg

### Separatudstillinger
- 1907 Winkel og Magnussen, København
- 1912 Den Frie Udstillings bygning, (s. m. Olga Meisner-Jensen, Alhed Larsen, Cathrine Svendsen, Karen Meisner-Jensen og Anna Syberg)
- 1914 Arnbaks Kunsthandel (s. m. Sigurd Swane)
- 1919 Den Frie Udstillings bygning (s. m. Sigurd Swane)
- 1922 Den Frie Udstillings bygning (s. m. Asta Krohn og Alhed Larsen
- 1927, 1937-39, 1941-42, 1944, 1946, 1950 Bachs Kunsthandel (s. m. Lars Swane)
- 1932, 1934 Bingers Kunsthandel, København
- 1932, 1935 Kunsthallen, København
- 1935, 1941,1957 Kunstforeningen København (alle retrospektive)
- 1950 Storstrøms Kunstmuseum (s. m. Preben Knuth og Lars Swane)
- 1980 De kvindelige Fynbomalere, Tranegården, Gentofte (s. m. Anna Syberg og Alhed Larsen)
- 1988 Christine Swane, Hjørring Kunstmuseum

## Udvalgte værker i offentlig eje
- 1885 ca. Hus, Johannes Larsen Museet
- 1902 Hyacinter, Faaborg Museum
- 1923 Opstilling med svibler, Statens Museum for Kunst
- 1926 Dame med vifte, Aarhus Kunstmuseum
- 1930-31 Selvportræt i bronze, Johannes Larsen Museet
- 1933 Udsigt fra et tagvindue, Statens Museum for Kunst
- 1935 Fuglebur med kanariefugl, Fyns Kunstmuseum
- 1943 Fra Birkerød Sø, indbragte C.S. Eckersberg Medaillen
- 1944 og fremover repræsenteret på adskillige danske kunstmuseer, i Kobberstiksamlingen og i Designmuseum Danmark.